# Pyrota nigra
Pyrota nigra là một loài bọ cánh cứng trong họ Meloidae. Loài này được Selander miêu tả khoa học năm 1983.